# Darksiders: Wrath of War
Darksiders: Wrath of War — відеогра жанрів hack'n'slash і action-adventure, розроблена компанією Vigil Games і видана THQ для Xbox 360 і PlayStation 3 5 січня 2010 року в Північній Америці і 8 січня в Європі. Вихід Windows-версії Darksiders відбувся у вересні 16 вересня 2010 в Північній Америці і 24 вересня — в Європі. 26 листопада 2016 року відбувся вихід перевидання Darksiders Warmastered Edition для Windows, PlayStation 4 і Xbox One. 23 квітня 2017 гра також вийшла для Wii U, а 2 квітня 2019 для Nintendo Switch.
Сюжет описує війну між Небесами та Пеклом, та участь у ній одного з вершників Апокаліпсису — Війни. В результаті його втручання світ людей гине, а Війна розуміє, що хтось обманом змусив його прибути на Землю невчасно. Знечещений, він береться встановити справедливість і покарати винуватців. 2012 року вийшло продовження гри — Darksiders II.

## Ігровий процес

Вершник Війна в бою проти демонів

Гравець виступає в ролі вершника Апокаліпсису на ім'я Війна. Йому належить знищувати численних ворогів з допомогою холодної зброї, шукати спорядження та вирішувати головоломки. В центрі світу розташоване Перехрестя, звідки Війна може вирушити в суміжні області, отримавши від них ключ за виконання завдань. Кожна область містить ряд додаткових завдань.
Війна здатен носити одночасно три види зброї, між якими перемикатися за потреби. Що більше вбивств здійснено конкретною зброєю, то забійніша вона стає. Також герой може користуватися активними і пасивними здібностями. Ці здібності надходять від екіпірованих артефактів, як і вдосконалення зброї. Деякі артефакти можна витратити в бою, наприклад, щоб полікуватися, але тоді вони зникнуть. Війна має запас здоров'я, що дублюється каменями життя, котрі можна знайти чи купити впродовж гри. Крім ходи й бігу, герой може лазити по стінах і стелях, покритих органікою, ковзати по карнизах і тросах, плавати і літати на невеликі відстані.
Головною зброєю Війни є меч «Пожирач Хаосу». З часом можна придбати Косу (ефективна проти груп слабких ворогів), Ріг Поклику Землі (збиває ворогів навколо і відкриває особливі брами), Рукавицю Двигтіння (розкидає ворогів, необхідна для руйнування синіх кристалічних бар'єрів і штовхання вантажів), Хрестовий клинок (запускається, як бумеранг, і може переносити полум'я), Ланцюг Безодні (потрібен для підтягування до віддалених місць), револьвер «Помилування», рукавицю «Тінеходець» (відкриває портали на спеціальних знаках) і Маску Тіней (дозволяє бачити приховані речі). Крім того Війна може відшукати бомби (необхідні для руйнування червоних кристалічних бар'єрів), та іноді тимчасово отримує за сюжетом унікальну зброю.
Завдавши кількох ударів, герой може приголомшити ворога і тоді добити його видовищним прийомом, отримуючи більшу винагороду. Навколишні об'єкти герой може схопити та битися ними або жбурляти у ворогів. З часом Війна отримує здатність тимчасово прикликати коня Руїну, що не тільки швидко возить його, а й допомагає в бою. Поряд зі зброєю, Війна може використовувати додаткові можливості, на що витрачається запас Люті. Що більше герой має ядер Люті, то більший її запас. Тимчасово Війна здатний набути Хаотичної форми, в якій збільшує силу, але не може здійснювати добивання. Хаотична форма тримається доти, поки не вичерпається запас енергії, котра поповнюється від убивств, здійснених «Пожирачем Хаосу».
Зі знищених ворогів виходять душі трьох типів. Зелені душі поповнюють здоров'я, жовті душі — запас Люті, а сині душі слугують валютою. Крім того різні душі можна знайти в розкиданих по областях скринях. У персонажа Вулгріма за сині душі купуються корисні предмети, зброя та вивчаються нові прийми бою. Зустріти Вулгріма можна в центральній області, або в місцях, позначених амулетами.

## Сюжет
Споконвічно янголи і демони вели між собою війну. Перевага якоїсь зі сторін загрожувала знищити всесвіт, тому було створено Обвуглену Раду, котра слідкувала за дотриманням балансу сил. Якщо баланс буде порушено, Рада зобов'язувалась прислати обраних нефілімів — Чотирьох вершників Апокаліпсису для знищення порушників під час Апокаліпсису. Арміям Небес і Пекла довелося укласти перемир'я, скріплене сімома печатками. Тим часом з'явилося Третє Царство, світ людей. Рада передбачила, що з часом люди стануть могутніми, порушать рівновагу, і війна відновиться вже за їх участі.
У наш час на Землю нападають демони та янголи й починають між собою боротьбу. Вершник Війна прибуває відновити баланс і нищить як демонів, так і янголів. Генерал армії Небес Абаддон повідомляє, що Сьома печатка не була зруйнована, тому Війна не має права втручатися. Демон Страга вбиває Абаддона та сходиться в поєдинку з Війною. Обвуглена Рада позбавляє Війну сил, забирає його та звинувачує в самовільному втручанні. Його засуджують до смертної кари, але Війна просить послати його на Землю розшукати винуватців початку Апокаліпсису. Рада погоджується за умови, що віддаватиме лише необхідні сили і Війна перебуватиме під наглядом істоти Спостерігача. На вершника накладається прокляття, що якщо він відступить від свого завдання, то Спостерігач уб'є його.
Після повернення на Землю Війна виявляє, що минуло сто років. Під керівництвом якогось Руйнівника сили Пекла здобули перемогу, армія Небес розбита, за винятком купки вцілілих янголів на чолі з янголицею Уриїл. Все людство доти загинуло, або перетворилося на зомбі, а світ лежить у руїнах. Війна зустрічає демона-торговця Вулгріма, що опинився в немилості Руйнівника. Той радить знайти Руйнівника у вежі, що височіє над світом, але шлях туди знає тільки демон Самаїл. Вулгрім продає вершнику ріг, яким той пробуджує вартового голема, аби він відкрив дорогу.
Перемігши Генерала фантомів, Війна дістається до Самаїла. Той повідомляє, що вежу захищають четверо вартових. Самаїл обіцяє показати дорогу в обмін на серця вартових, для чого дарує героєві примарні крила. Війна спершу вирушає в Сутінковий собор, але дорогою стикається із загоном Уриїл. Осідлавши янгельського грифона, вершник потрапляє в собор, де знаходить Хрестове лезо і три мечі аби відкрити шлях до першої з вартових — Тіамат у подобі велетенського кажана. Повернувшись після цього до Самаїла, вершник отримує від нього здатність набувати Хаотичної форми. Дорогою до вартової крабоподібної Плакальниці, герой стикається з ковалем Ултейном. Коваль не бажає показувати дорогу абикому, тому між ними зав'язується бійка. Незабаром обоє зазнають атаки Уриїл і її легіону, через що Ултейн пропонує Війні свою допомогу, якщо той знищить більше янголів. Війні вдається перемогти в змаганні та до того ж змусити Уриїл відступити. Після вбивства другого демона в руїнах метро Війна отримує від Ултейна револьвер «Помилування», знаходить Рукавицю Двигтіння та вирушає в Попільні землі, щоб добути серце демона-черва Похмурого. Там він потрапляє на арену, звідки визволяє свого бойового коня — Руїну, тікає з арени та вбиває черва. Далі герой вирушає на пошуки павучихи Сіліти, дорогою знаходячи Ланцюг Безодні. Перед боєм Сіліта застерігає, що серцями демонів Самаїл лише прагне відновити свої сили. Війна все одно долає Сіліту, приносить серця Самаїлу, і той справді показує дорогу, зауваживши, що йому це поки що вигідно.
Ввійшовши до вежі, Війна отримує рукавицю «Тінеходець» і зустрічає ув'язненого там янгола смерті Азраїла. Той розповідає, що був у змові з Абаддоном, плануючи передчасний Апокаліпсис, адже боявся поразки Небес у справжній війні. Однак, смерть Абаддона стала вирішальною для перемоги демонів. Війна вирішує, що Рада підставила його, тому звільняє Азраїла і вбиває Страгу. Вежа розвалюється, та Азраїл рятує Війну, після чого відносить до руїн Едему, де дає Маску Тіней. Там він говорить, що тільки Дерево Пізнання може показати Війні як перемогти Руйнівника.
Від Дерева Пізнання Війна отримує видіння минулого, де невідома жінка забирає Абаддона після смерті в Пекло та пропонує або далі служити Небесам, або правити Пеклом. Той обирає правити Пеклом і стає Руйнівником, після чого захоплює Сьому печатку і веде сили Пекла на війну проти ще неготових дати відсіч людей. В наступному видінні Війна бачить майбутнє, де Руйнівник планує атаку на Небеса. Уриїл поведе янголів проти Руйнівника і зазнає поразки. Рада передбачила ці події, тому дозволила Війні прибути на Землю, не пояснивши в чому справа, щоб потім звинуватити в поразці людства. Знаючи, що Війна прагнутиме очистити своє ім'я, Обвуглена Рада планувала маніпулювати ним для відвернення остаточної поразки Небес. Наостанок Війна бачить, як з нього глузує Спостерігач, а потім вершника пронизує Клинок Армагеддону — єдина зброя, котрою можна розбити печатки. Війна вирішує знайти осколки Клинка і віднести їх Ултейну, щоб скувати воєдино та розрубати Сьому печатку.
Війна стикається з Уриїл, яка викликає його на смертельний поєдинок. Війна виходить переможцем, проте лишає янголицю живою, попри наполягання Спостерігача. Війна розповідає їй про зраду Абаддона, після чого Уриїл збирає військо для бою з Руйнівником.
Війна збирає всі фрагменти Клинка і приносить їх Ултейну. Тим часом Уриїл і її янголи атакують Руйнівника. Війна втручається в цю завідомо програшну битву, і тоді Руйнівник ставить Війну перед вибором, який раніше отримав сам: або служити Небесам, або правити Пеклом. Вершник вражає Руйнівника Клинком Армагедону, що повертає Руйнівнику справжню подобу. Бій продовжується і Війна зрештою пронизує Абаддона Клинком.
Війна забирає Сьому печатку, але Спостерігач знерухомлює його закляттям і, глузуючи, відбирає печатку. Уриїл хапає Клинок Армагеддону та пронизує Війну. Проте слідом вона розрубує Сьому печатку, таким чином Війна звільняється від зобов'язань перед Радою, бо тепер перебуває на Землі законно. Йому повертається вся забрана сила і вершник тепер без перешкод убиває Спостерігача.
Уриїл каже, що її з Війною взаємні борги погашено, та це ще не значить, що вони друзі. До того ж тепер і Небеса, і Пекло, і Обвуглена Рада шукатимуть Війну. Коли янголиця запитує чи наважиться Війна боротися далі сам, той відповідає, що тепер, коли Сьома печатка знищена, він буде не один. На небі з'являються три метеора — прибувають троє інших вершників Апокаліпсису.

## Перевидання
Комерційний успіх гри зумовив її перевидання під назвою Darksiders Warmastered Edition. Ця версія була видана для Windows, PlayStation 4 і Xbox One 26 листопада 2016 року і 23 квітня 2017 для Wii U. Перевидання відрізняється підтримкою зі старту роздільності екрана 1080p при 60 кадрах на секунду, подвоєною роздільністю текстур і вдосконаленим рендерингом, зокрема промальовуванням тіней.

## Оцінки й відгуки
| Агрегатор    | Оцінка                                                                          |
| ------------ | ------------------------------------------------------------------------------- |
| GameRankings | (PS3) 83% (X360) 84 % (PC) 83 %                                                 |
| Metacritic   | (PS3) 82/100 (X360) 83/100 (PC) 83/100 (PS4) 81/100 (XONE) 80/100 (WIIU) 77/100 |

| Видання       | Оцінка                              |
| ------------- | ----------------------------------- |
| 1Up.com       | B                                   |
| Eurogamer     | 8/10                                |
| Game Informer | 8.5/10                              |
| GamePro       | [ 23 ]                              |
| GameSpot      | 8/10                                |
| GamesRadar+   | 8/10                                |
| IGN           | 9.0/10 (AU) 8.9/10 (UK) 7.8/10 (US) |
| Play          | 10/10                               |
| X-Play        | [ 30 ]                              |

Darksiders здобула широке визнання, зібравши середні оцінки для різних платформ у 83-84 % на агрегаторі GameRankings і 80-83 бали зі 100 на Metacritic.
IGN відзначали у своїй рецензії насичений незвичайний постапокаліптичний світ, що відходить від штампів про сірі понурі руїни. Зброя, як вказувалося, має багато нагод для застосування, і серед неї немає марної чи суто ситуативної. Головоломки називалися «привабливими, проте зрештою не обов'язково складними». Бої було визнано не такими гладкими, як у Bayonetta, проте багатогранними завдяки різним комбінаціям атак і можливості сформувати власний стиль.
Eurogamer схвально оцінили різноманітні головоломки та бої, а побудову ігрових областей порівняли з рівнями ігор жанру Metroidvania. Підкреслювалось, що різноманітна зброя та здібності героя урізноманітнюють гру, збагачуючи її унікальними моментами. А численні сховки спонукають повертатися до раніше відвіданих локацій та проявляти кмітливість.
GameSpot визнали найкращими аспектами гри брутальні, стрімкі бої, різноманітні головоломки, постійну винагороду гравця за навіть невеликі успіхи, та обширний світ, в якому є чимало секретів. Критики зазнало керування з його складними комбінаціями клавіш, бідний сюжет і просадки FPS.